# Alma Gluck
Alma Gluck (nata Reba Feinsohn), (Iași, 11 maggio 1884 – New York, 27 ottobre 1938) è stata un soprano rumeno naturalizzato statunitense, uno dei più famosi, al culmine della sua carriera (intorno al 1910).

## Biografia
Alma nacque in una famiglia ebrea di Iași in Romania, da Zara e Leon Feinsohn. Con i genitori si trasferì negli Stati Uniti in tenera età. Nonostante gli iniziali successi al Metropolitan Opera di New York, dove debuttò nel novembre 1909 come Sophie nel Werther ed apparì regolarmente fino all'aprile 1912, ebbe poi una carriera itinerante da concertista in tutti gli Stati Uniti. L'ultima delle sue 112 presenze al Met risale al marzo 1918, in un concerto.
Fu anche fra i primi cantanti ad incidere le sue esecuzioni.
Il suo disco Carry Me Back to Old Virginny per la RCA Red Seal Records del 1915 fu la prima registrazione di un cantante classico a raggiungere il milione di copie vendute. Alma Gluck fondò la American Woman's Association. Si ritirò a New Hartford nel Connecticut per badare ai suoi figli nel 1925. Morì a 54 anni per una malattia epatica.

## Vita privata
Dopo il matrimonio con Bernard Gluck, da cui ebbe la figlia Marcia Davenport, sposò nel 1914 a Londra il violinista Efrem Zimbalist con il quale ebbe due figli, Efrem Zimbalist Jr. - padre di Stephanie Zimbalist -, e Maria.

## Repertorio
- Pëtr Il'ič Čajkovskij
  - La dama di picche (Chloé)
- Alberto Franchetti
  - Germania (Jane)
- Christoph Willibald Gluck
  - Armida (L'Amore)
- Charles Gounod
  - Faust (Margherita)
- Ruggero Leoncavallo
  - Pagliacci (Nedda)
- Jules Massenet
  - Werther (Sofia)
- Friedrich von Flotow
  - Alessandro Stradella (Leonora)
- Giacomo Puccini
  - La bohème (Mimì)
- Bedřich Smetana
  - La sposa venduta (Esmeralda)
- Giuseppe Verdi
  - Rigoletto (Gilda)
  - Aida (Sacerdotessa)
- Richard Wagner
  - Tannhäuser (Venere)
  - L'oro del Reno (Freia)
  - Sigfrido (Uccello del bosco)
  - Parsifal (Fanciulla fiore)